# Tinti-Oulen
Tinti-Oulen è un comune (in francese sous-préfecture) della Guinea, parte della regione di Kankan e della prefettura di Kankan.